# هلباین ۸۱۲۲
سیارک ۸۱۲۲ (به انگلیسی: 8122 Holbein، نامگذاری:4038P-L) هشت هزار و صد و بیست و دومین سیارک کشف شده‌است که در ۲۴ سپتامبر ۱۹۶۰ کشف شد.
قدر مطلق سیارک برابر ۱۴٫۱۰ است.